# Talensac
Talensac é uma comuna francesa na região administrativa da Bretanha, no departamento Ille-et-Vilaine. Estende-se por uma área de 21,65 km². Em 2010 a comuna tinha 2 543 habitantes (densidade: 117,5 hab./km²).